# MMArena
MMArena je višenamjenski stadion iz francuskog grada Le Mansa koji je od 2011. postao zamjena za prijašnji Stade Léon-Bollée nogometnog kluba Le Mans FC (bivši Le Mans UC72). Stadion ima kapacitet od 25.000 gledatelja što je mnogo više nego njegov prethodnik.
Gradnja novog stadiona je započela 18. kolovoza 2008. a svečano je otvoren 29. siječnja 2011. Cijena njegove izgradnje stajala je 104 milijuna eura a izgrađen je zbog želje da zamijeni postojeći stogodišnji stadion Stade Léon-Bollée (izgrađen 1906.). Osim nogometnih utakmica, na stadionu se mogu igrati i utakmice ragbija te održavati koncerti. Također, stadion je arhitektonski zamišljen tako da se unutar njega nalazi i hotel.

## Vanjske poveznice
- MMArena (en.Wiki)